# برج چیس میلواکی
برج چیس میلواکی، (به انگلیسی: Chase Tower) آسمان‌خراش ۲۲ طبقه به ارتفاع ۸۸ متر، با کاربری اداری-تجاری است، که در شهر میلواکی، ویسکانسین، ایالات متحده آمریکا مستقر می‌باشد. پروژه ساخت این ساختمان در سال ۱۹۵۶ آغاز شد و در سال ۱۹۶۱ تکمیل و افتتاح گردید. شعبه مرکزی بانک چیس ایالت ویسکانسین در این ساختمان مستقر می‌باشد.